# Володарка Озера

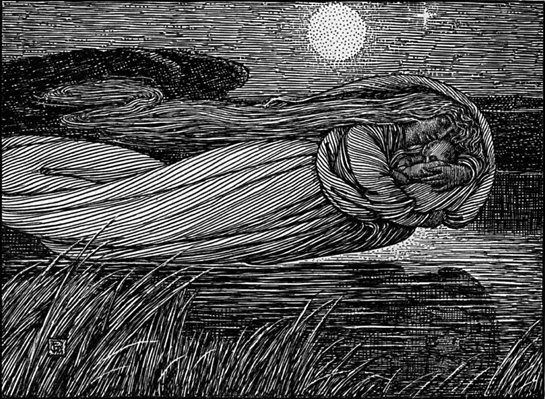
Володарка Озера забирає немовля Ланселота після загибелі його батька.

«Володарка Озера», також Пані Озера [джерело?] — персонаж або ряд персонажів у циклі артурівських легенд.

## Персонаж
Різні автори й переписувачі давали їй імена, які варіюються від Німуе до Вівіани: Nimueh, Viviane, Niniane, Ninianne, Nyneve — й інші варіації. В українському перекладі — «Діва Озера» або «Леді Озера» (з англ. lady не тільки звернення, а й «володарка»).
Звана так жінка, що володіє магічними силами, зробила такі, значимі для загального сюжету артурівського циклу вчинки:
- Виростила Ланселота Озерного після смерті його батька (звідси його прізвисько). Варіант — викрала немовля.
- Вивчилася магії у Мерліна і потім, зачарована, погубила його.
- Дала Артуру меч Екскалібур і забрала його назад після його смерті (докладніше див Екскалібур).
- Разом з іншими загадковими королевами відвезла Артура на Авалон.

У залежності від варіантів легенди, всі ці вчинки могли бути здійснені одним персонажем.

## Володарка Озера в легендах і лицарських романах

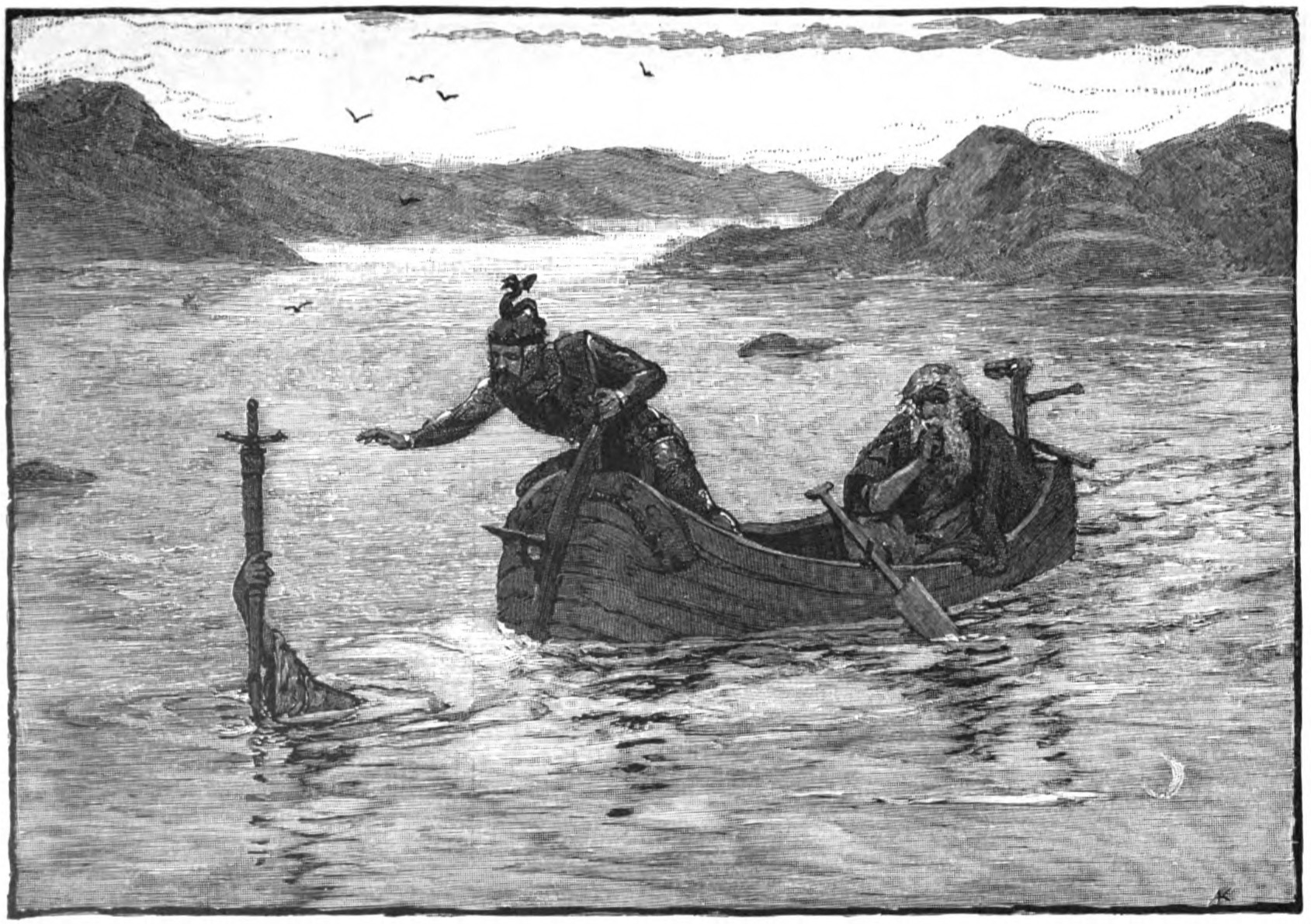
Мерлін, що показує Артуру руку Володарки Озера з Екскалібуром

### Походження образу й перші тексти
Походження образу Володарки озера, скоріш за все, давнє язичницьке, як і в феї Морґани, — і обидві вони, швидше за все, розвинулися з однієї традиції. Перші згадки про магічний острівАвалон, з яким часто асоціюються обидві чарівниці, знаходимо у Гальфріда Монмутського в його «Історії королів Британії». Гальфрід говорить, що меч Артура Caliburn був викований там, і пише, що короля Артура забрали туди після битви з Мордредом, щоб вилікувати.
Кретьєн де Труа у своєму романі «Ланселот, або лицар возу», згадує про те, що його персонаж виростила водяну фею, яка дала йому перстень, що захищає від магічних сил. Життя Ланселота у Володарки Озера більш детально опрацьовується у німецькій версії Ульріха фон Цацікховена в прозовому романі «Lancelot Proper», який пізніше перетвориться на «Lancelot-Grail Cycle». З них ми дізнаємося, що Володарка Озера виростила з немовляти Ланселота після того, як його батько король Бан був убитий своїми ворогами. Було висунуто припущення, що ці три перерахованих твори розвинулися з втраченої книги про Ланселота, що, швидше за все, передувала версії Ульріха.
Характер персонажа має риси деякої схожості з морською богинею Фетідою з давньогрецької міфології. Як і Володарка Озера, Фетіда — морський дух, який ростить видатного воїна свого часу (в даному випадку — свого сина Ахілла). Чоловіка Фетіди звуть Пелей, в той час, як в деяких текстах Володарка Озера бере собі в коханці сера Пеллеаса (Pelleas). Фетіда використовує магію, щоб зробити свого сина невразливим, і пізніше дає йому щит і обладунки, викувані богом Гефестом — а Ланселот отримує кільце, яке захищає його від будь-якої магії і доставляє Екскалібур королю. Грецька тема могла вплинути на спосіб, або навіть послужити її витоком: епічна поема «Іліада», де вона міститься, була популярна і у римлян, коли вони окупували Альбіон на поч. I тисячоліття, і у середньовічних вчених, які оформляли усну традицію кельтських міфів письмово.
Крім того, Володарка Озера має багато подібних рис із феєю Мелюзина.

### Розвиток образу в лицарських романах

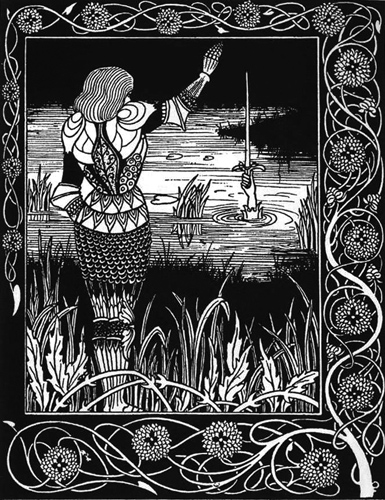
Сер Бедівер повертає на прохання вмираючого Артура Екскалібур Володарці Озера. Ілюстрація Обрі Бердслея.

Передісторія Володарки Озера розповідається в «Lancelot-Grail Cycle». Там їй дається ім'я — Вівіана (Viviane). Сюжет про її взаємодії з Мерліном хронологічно передує діям Ланселота, хоча і написаний був пізніше. Розповідається, що Вівіана навчилася своєї магії у Мерліна, який глибоко покохав її. Вона відмовилася відповідати йому взаємністю, поки він не повідає їй всі свої секрети, а коли він відкривається їй, вона використовує всю свою магію, щоб заманити його в пастку і поховати його під каменем (під горою). Але так як Мерлін міг бачити майбутнє, він знав, що так трапиться — але був безсилий цього уникнути.
«Post-Vulgate Cycle» цілком зосереджується на ранніх пригоди Ланселота і розщеплює персонаж Володарки Озера на два окремих характери. Перша з них, гуманна і добра, дає Артуру його меч Екскалібур після того, як ламається його попередній меч, але вимагає, щоб він відплатив їй послугою, коли вона цього потребуватиме. Деякий час по тому вона з'являється при дворі та вимагає Артура стратити сера Баліна, пояснюючи це тим, що у її родини з ним вендета. Замість цього сер Балін відрубує їй голову і за це виганяється з двору. Друга Володарка Озера з «Пост-Вульгати» зветься Нініанна (Ninianne) і її історія дуже подібна до тієї, яка розповідається в «Lancelot-Grail» (див. вище). Сер Томас Мелорі використовував обидва образи у своїй «Смерті Артура»: першу даму він залишає безіменною, а спокусниці Мерліна дає ім'я Німує (Nimueh). Німує з'являється і в багатьох інших епізодах книги Мелорі.

## У літературі Нового Часу

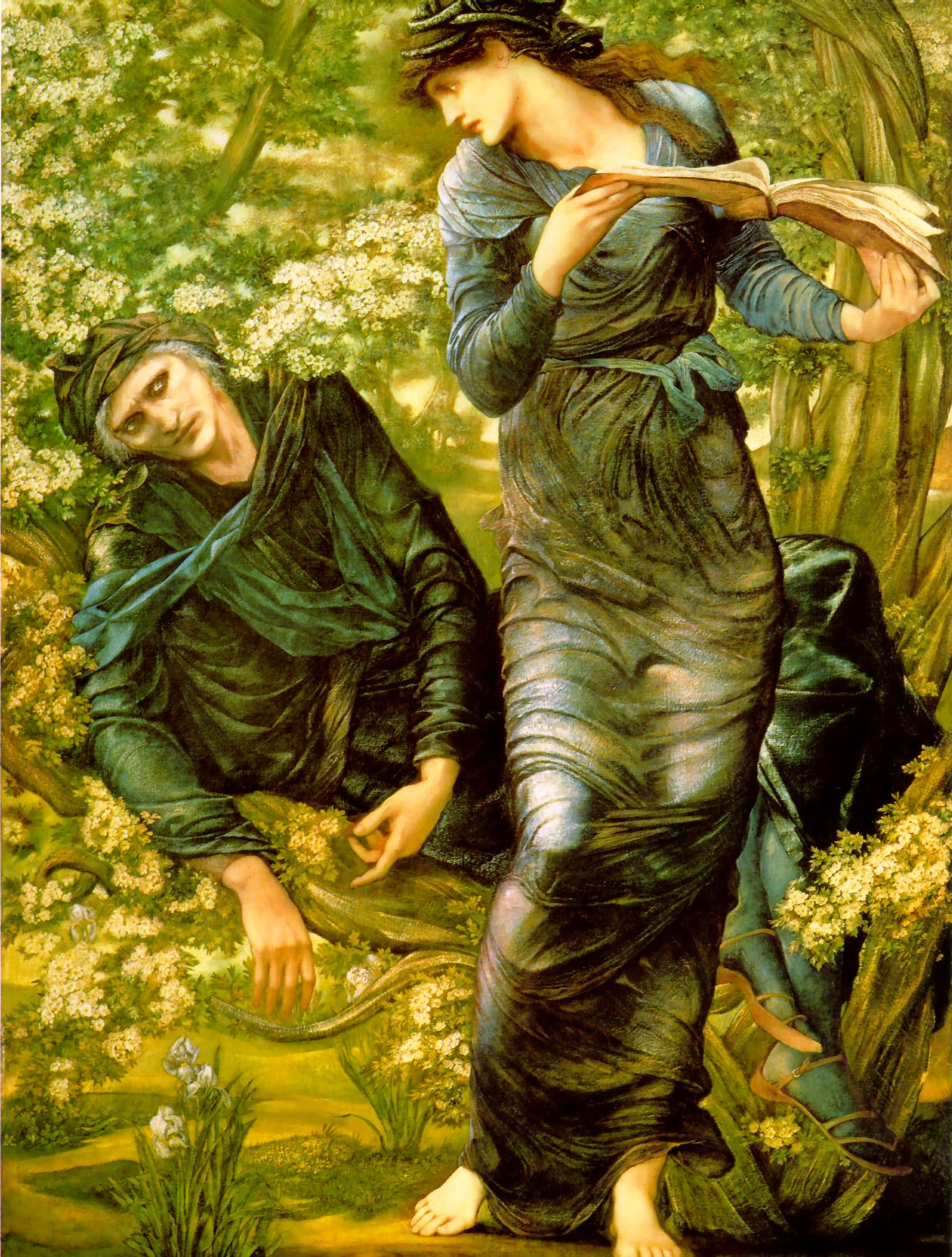
Німує зачаровує Мерліна («Зачарований Мерлін»).

### Поема Вальтера Скотта та її музичні інсценівки
У 1810 р. Вальтер Скотт написав популярну поему під назвою «Діва Озера», в якій він використовував всі сюжетні повороти легенди, але переніс дію в конкретне місце, в рідні шотландські землі на Лох-Катрін. Джоаккіно Россіні використовував це твір для створення опери під тією ж назвою («La Donna del Lago») в 1819 р. (Ця опера заклала моду на музичні постановки за творами Скотта, з яких найпопулярнішою виявилася «Лючія де Ламмемур» Гаетано Доніцетті).
Три пісні Елейни з поеми Скотта були покладені на музику Францем Шубертом (D. 837 — D. 839 — Ellens Gesang I, Ellens Gesang II, Ellens Gesang III). Музика для 3-ї пісні стала відомішою після того, як на неї поклали знамениту молитву Аве Марія, і вона перетворилася на т. зв. «Ave Maria Шуберта».

### Теннісон
Альфред Теннісон використовував ряд історій про Володарку Озера в своєму поетичному циклі «Ідилії короля» (1859), де також ділить її на два характери: Вів'єн(Vivien) — це брехлива лиходійка, губить Мерліна, в той час, як Володака Озера — це вихователька Ланселота і дарувальниця Екскалібура.

## У сучасній культурі

### У фентезі
Німує з'являється в епопеї Т. Х. Уайта «Король минулого і прийдешнього» як об'єкт любові Мерліна. Згідно з класичною версією легенди, вона заманює чарівника в пастку в печері. Відмінність — Мерлін сприймає це не як зло, а, швидше, як канікули.
Цей персонаж грає помітну роль у «туманах Авалона» М. З. Бредлі, де «Володарка Озера» виявляється найменуванням посади, яку спочатку займає Вівіана, потім Нініан, а потім Морґана, у той час як Мерліна спокушає Німує. У цій версії Німує — симпатична трагічна постать, закохуються в чарівника, в той час як її обов'язок змушує погубити його. Після цього вона покінчує з життям самогубством.
У завершальній частині трилогії про Мерліна Мері Стюарт «Останнє чарівництво» старіючий Мерлін, що передбачив своє ув'язнення в кришталевому гроті в кінці життя, добровільно передає свої сили Нініані, своїй юній коханій. Після відходу Мерліна Нініан займає його місце радника Артура.
Анджей Сапковський, віртуозно володіє матеріалом артурівських легенд, ввів Німує у свою сагу про відьмаків в романі «Вежа ластівки» (1997) і сфокусувався на неї в романі «Володарка озера» (1999). Німує — дівчинка з бідної селянської сім'ї, почула про пригоди Цирі і Геральта від бродячого казкаря Посвиста. Пізніше вона стала адептом магії і під час побачення з коханцем побачила Цирі, в її мандрах. Ставши Володаркою Озера, вона присвятила все життя вивченню цієї легенди і відкрила для Цирі портал до замку Стігга.
Також персонаж Німує грає важливу роль в історії, розказаної творцями серіалу «Мерлін», який вийшов на телеканалі BBC у 2008 р. Вона постає могутньої чаклункою, однією з жриць Старої Релігії. Згідно з серіалом, Німує помогла Утеру Пендраґону, Іґрейні, народити Артура, скориставшись магією. Іґрейна гине, і на двадцять років Німує піддається гонінням, всіляко мстячи Утеру. Гине від рук Мерліна.
У книзі «Дзеркало Мерліна» (Андре Нортон) Німує (там Німьє / Леді Озера) присутня як спочатку протипоставлений Мерліну персонаж. Вона замикає його в печері в той час, як маг повинен навчити юного Артура того, що знає (в романі вони належать до одного народу з боку батьків і, отже, мають схожі здібностями в магії). Звільнившись з ув'язнення, Мерлін встигає звести Артура на трон, а Німьє шляхом інтриг розв'язує війну, в результаті якої король отримує смертельне поранення.

### У кінематографі
- В англійській мелодрамі «Ланселот і Гвіневра» (1963 року) роль Вівіан виконує Едріенн Коррі.
- У телесеріалі «Тумани Авалона», екранізації роману, роль Вівіани виконує Анжеліка Х'юстон.
- У телефільмі «Великий Мерлін» Ізабелла Росселліні грає Німує, закохується в Мерліна. Цей персонаж відмінний від підступної Владичиці Озера, яку грає Міранда Річардсон.
- У французькому телесеріалі «Каамелотт» (2005-2009) її роль виконує Одрі Флеро
- У телесеріалі «Пригоди Мерліна» (2008) роль Німуе виконує Мішель Раян.

### У комп'ютерних іграх
- У грі Ecstatica Володарка Озера отримує від головного героя меч і присвячує його в лицарі.

### Інше
- Англійська рок-група Rainbow під керівництвом Річі Блекмора і Ронні Діо присвятила Володарці Озера пісню «Lady of the Lake» на альбомі Long Live Rock'n ' Roll.

- Композиція «La Dame Du Lac» присутній на присвяченому артурівській тематиці альбомі бретонського музиканта Алана Стивелла «The Mist of Avalon».

- У «Spamalot», музичній адаптації фільму «Монті Пайтон і Священний Грааль», Володарка Озера стає провідним жіночим образом. Вона трафаретна діва, чому є свідченням її соло в 2-му акті («Diva's Lament (Whatever Happened to My Part ?)»). Вона пристрасно жадає, щоб Артур на ній одружився, доходячи до того, що одягає сукню, що перетворюється на вінчальну від одного руху. Її справжнє ім'я розкривається в кінці — це Ґвіневра. Виконавиця цієї ролі, Сара Рамірес, отримала Tony Award 2005 р. за найкращу жіночу роль.

- Автор детективних романів Реймонд Чандлер в 1943 створив роман «The Lady in the Lake», сюжетом якого стала низка загадкових смертей у горах Сан-Бернардіно. Тут символічним Артуром, що шукає Грааль істини і керується кодексом честі стає улюблений герой Чандлера Філіп Марлоу. Як і в оригінальних переказах, його Володарка Озера виявляється не тим, чим здається з першого погляду і її має нищівний вплив на людину, яка її кохає.